# Coryne pintneri
Coryne pintneri är en nässeldjursart som beskrevs av Schneider 1897. Coryne pintneri ingår i släktet Coryne och familjen Corynidae. Inga underarter finns listade i Catalogue of Life.